# Hökviken
Hökviken är bebyggelse i Falu kommun vid sjön Varpans strand. Den ligger vid foten av Jungfruberget, som är en del av Lugnets naturreservat. Orten skiljs från stadsdelen Bojsenburg av Lugnetleden. Fram till 2015 räknades bebyggelsen av SCB som en egen småort för att 2015 räknas som en del av tätorten Falun och från 2018 som en del av tätorten Österå och Hökviken.